# Guillermo Martínez-Vela
Guillermo Martínez-Vela   (Barcelona, 1983) és un autor de còmic català. Llicenciat en telecomunicacions, va ser a la revista Distorsió de la Universitat Politècnica de Catalunya on va publicar les primeres pàgines. Comença a publicar a la revista El Jueves l'any 2008, publicant acudits solts o sèries de curta durada (Lolo Lamborghini) fins que en 2010 entra al consell de redacció. Va ser el coordinador de la secció El Gas de la Risa, d'humor absurd. En 2014 estrenà una nova sèrie, Niña Pija.
Com a curiositat, va ser el dibuixant de les dues primeres historietes del webcòmic El Listo, de Xavier Àgueda.
Durant l'estiu de 2017, va ser entrevistat en exclusiva per l'equip d'und_r construction, un mitjà digital de nova creació centrat en el metaperiodisme.
En novembre de 2017, és imputat per un suposat delicte d'injúries a la Polícia, a conseqüència d'un article satíric que deia el següent; "La continua presencia de antidisturbios acaba con las reservas de cocaína en Catalunya", tal com relata el diari El Periodico.
Encara que hi havia rumors, a l'1 de desembre de 2019 es va confirmar que va ser denunciat pel YouTuber DalasReview per calumnies i danys a l'honor (judici encara pendent). Es va defensar des de la radio catalana acollint-se en tot moment a l'Animus iocandi (amb ànim d'humor), encara que la revista El Jueves conté un dibuix posterior a la sentència absolutòria pel judici al qual s'imputaven els delictes d'abús a menors i corrupció de menors (dels quals va sortir innocent). En aquest dibuix, fet per la dibuixant Irene Marquez, es pot veure al YouTuber gravant-se amb el seu móvil (com estava al judici, al·legant que els periodistes van retallar les seves paraules) i amb el seu membre a la mà dient: "Abús a menors? No, si m'encanten els nens!", donant una imatge injuriosa al YouTuber. El judici està encara pendent de celebrar.